# 张力雄
张力雄（1913年11月21日—2024年4月2日），男，汉族，曾用名张恒时，福建省上杭县人，中国人民解放军少将，中华人民共和国军事人物，政治人物和超级人瑞。第五届全国人大代表，第六、七届全国政协委员。

## 生平
1913年11月21日，張力雄出生於福建省上杭縣通賢鄉障雲村的一個農民家庭。
1929年加入中國共產主義青年團，1931年加入中國共產黨，1961年晋升中国人民解放军少将军衔。
中华人民共和国成立后，张力雄任中国人民解放军原西南军区炮兵部队政治部主任、副政委，原昆明军区公安军第一副司令员，原云南军区副司令员，原昆明军区司令部副参谋长，原福州军区顾问等职，并当选第五届全国人民代表大会代表，中国人民政治协商会议第六届全国委员会委员。
在2023年4月3日涂通今去世后，张力雄成为当时唯一健在的参加过长征的开国将军，同时他也是党龄最长的中国共产党党员以及全军军龄最长的开国将军。
2023年11月21日，张力雄在南京度过了110岁生日，中央军委有关单位领导和江苏省军区主要领导专程在南京看望慰问张力雄将军，并转达中央军委国防动员部的慰问信。
2024年4月2日，張力雄因病醫治無效在江蘇南京逝世，享年110歲。